# سیارک ۱۸۲۸۷
سیارک ۱۸۲۸۷ (به انگلیسی: 18287 Verkin، نامگذاری:1975TU3)۱۸۲۸۷مین سیارک کشف شده‌است که در ۰۳ اکتبر ۱۹۷۵ کشف شد.